# Potapljaška oprema
Potapljaška oprema je oprema, ki jo uporabljajo podvodni potapljači, da je potapljanje možno, lažje, varneje in/ali bolj udobno. To je lahko oprema, ki  je posebej namenjena temu ali pa oprema za druge namene, ki se je izkazala kot primerna za potapljaško uporabo. 
Oprema, ki se uporablja za podvodno delo ali druge aktivnosti in ni neposredno povezana s potapljaškimi aktivnostmi  ali pa ni bila načrtovana ali predelana posebej za uporabo potapljačev pod vodo, je izključena. 
Osnovni element opreme, ki jo uporabljajo potapljači, je podvodna dihalna naprava, kot je SCUBA (avtonomna podvodna dihalna naprava) oprema in oprema za dostavo zraka s površja, vendar obstajajo še drugi pomembni deli opreme, ki omogočajo varno, priročno in učinkovitejše potapljanje.

### Osebna potapljaška oprema
Potapljaška oprema, ki jo potapljač nosi za osebno zaščito ali udobje, ali pa omogoča daljšo podvodno aktivnost, lahko vključuje naslednje:
• Napravo za dihanje pod vodo (dihalka)
• Jacques-Yves Cousteau je bil francoski mornariški častnik, oceanograf, filmski ustvarjalec in avtor. Sodeloval je pri izumu prvega uspešnega samostojnega podvodnega dihalnega aparata z odprtim krogom, imenovanega Aqualunga (komercialno: SCUBA), ki ga sestavljata osnovna jeklenka (s kisikom ali mešanico plinov), ki se nosi na hrbtu ali na boku in regulator odprtega kroga.
- sistem ponovnega vdihavanja (t.i. rebreather). Alternativni vir zraka sta npr. manjša rezervna jeklenka in dekompresijska jeklenka z lastnim regulatorjem.

• opremo za dostavo zraka s površja: čelada ali celoobrazna maska, ventil za izbiro alternativnega vira zraka, rezervna jeklenka in regulator.

### Zaščita pred izpostavljenostjo
Zaščita pred temperaturo, piki in odrgninami.
•
V mrzli vodi je potrebna potapljaška obleka kot npr. suha obleka (pri temperaturah od 0-10 °C), mokra obleka (pri temperaturah od 11-25 °C) ali obleka za vročo vodo (samo pri dostavi zraka s površja).
•	Komercialni potapljači kot zaščito proti odrgninam pogosto nosijo vrhnji kombinezon čez obleko za temperaturno zaščito.
•	V zelo topli vodi (pri temperaturah od 26-30 °C) se za zaščito uporabljajo različni tipi trpežnih dolgih vsakodnevnih oblačil, kot tudi namenske obleke kot je 'potapljaška koža' (narejena iz lycre) in kratke mokre obleke (shorty). V nekaterih primerih se uporabljajo tudi navadne kopalke.
•	Potapljaške rokavice
•	Potapljaška kapuca
•	Potapljaški čevlji – pri suhih oblekah so čevlji običajno del obleke
•	Varovalna čelada za SCUBA potapljanje – ni del podvodne dihalne naprave in ima lahko vgrajeno čelno luč
•	Potapljaška verižna srajca se lahko uporablja kot zaščita pred ugrizi velikih morskih živali
•	Potapljaška kletka se lahko uporablja kot zaščita pred velikimi plenilci

### Stabilizacija in gibanje v vodi
•	Hrbtna plošča je struktura, ki povezuje plovno krilo s potapljaško jeklenko in se preko nosilnih trakov pritrdi na hrbet potapljača.
•	Kompenzator plovnosti, znan tudi kot naprava za nadzor plovnosti, je v obliki jopiča brez rokavov in se namesti na hrbet, vsebuje pa napihljiv mehur, ki se uporablja za nastavitev plovnosti potapljača pod vodo in zagotavlja pozitivno plovnost na površju. Kopenzator plovnosti je običajno sestavni del nosilnega sistema, ki se uporablja za pritrditev SCUBA opreme na potapljača.
•	Potapljaško pogonsko vozilo – poveča doseg potapljača pod vodo
•	Potapljaški sistem uteži – za protiutež plovnosti potapljaške obleke in potapljača, kar omogoča potop. Profesionalni potapljači lahko uporabljajo dodatne uteži, ki zagotavljajo stabilnost pri delu na dnu.
•	Plavuti za učinkovito plavanje

### Oprema za nadzor potopa in navigacijo
•	Merilec globine omogoča potapljaču nadzor nad globino, predvsem maksimalno globino in ob dodatni uporabi ure in dekompresijskih tablic omogoča potapljaču spremljati dekompresijske zahteve. Nekateri digitalni merilci globine prav tako prikazijejo hitrost dviganja, kar je pomemben faktor pri izogibanju dekompresijski bolezni.
•	Pneumofathometer je merilec globine, ki se uporablja na površju in prikazuje globino potapljača na nadzorni plošči na površju.
•	Potapljaški računalnik pomaga potapljaču, da se izogne dekompresijski bolezni tako, da prikazuje dekompresijske postanke, potrebne za posamezen potop. Večina potapljaških računalnikov prav tako prikazuje globino, čas in hitrost dviga. Nekateri prikazujejo tudi izpostavljenost toksičnosti kisika in temperaturo vode.
•	Potapljaška ura se uporablja skupaj z merilcem globine za nadzor dekompresije z dekompresijskimi tablicami.
•	Kompas za podvodno navigacijo.
•	Podvodni merilec tlaka, znan tudi kot merile vsebnosti, se uporablja za nadzor preostanka zaloge dihalnega plina v potapljaški jeklenki.
•	Vrv za razdalijo ali 'vrv za povratek domov' se lahko uporablja za vodenje potapljača nazaj na začetno točko in večjo varnost pri slabi vidljivosti.
o	Jamska vrv je vrv, ki jo napelje potapljač, ko prodira v jamo, s čimer zagotovi, da je pot nazaj znana. Stalne jamske vrvi so označene z markacijami na vsek razpotjih in prikazujejo smer ob vrvi proti najbližjemu izhodu.

### Vidljivost in komunikacija
•	Maska omogoča potapljaču jasno vidljivost pod vodo in ščiti oči.
•	Celoobrazna maska ščiti obraz pred umazano ali mrzlo vodo in poveča varnost, saj zavaruje dotok dihalnega plina na potapljačev obraz. Če ne vsebuje ustnika, lahko potapljač govori, kar omogoča uporabo komunikacijske opreme.
•	Potapljaške čelade so pogosto uporabljene pri dostavi zraka s površja. Zagotavljajo iste prednosti, kot celoobrazna maska, poleg tega pa zagotavljajo zelo varno povezavo za dotok plina potapljaču in dodatno zavaruje glavo.
•	Podvodne pisalne table in pisala se uporabljajo za dostavo predpotopnih načrtov pod vodo, za zapisovanje dejstev pod vodo in v pomoč pri komunikaciji z drugimi potapljači.
•	Bakle in svetilke so bistven del varnosti v slabi vidljivosti ali v temnem okolju, kot je nočno potapljanje ali potapljanje na ladijskih razbitinah in jamah. Uporabne so za komunicijo in signaliziranje tako pod vodo, kot tudi na površju ponoči. Potapljači potrebujejo umetno svetlobo v plitki in čisti vodi, da prikažejo rdeči del barvnega spektra svetlobe, saj se ta del sončne svetlobe se absorbira med potjo skozi vodo.
•	Ročni sonar za potapljača.

### Varovalna oprema
•	Potapljačevi varnostni jermeni, na katere se lahko pritrdi varnostna vrv.
•	Varnostna vrv: vrv od potapljača do varovalca na površinski kontrolni točki, ki se lahko uporablja za:
o	Komunikacijo podvodnimi signali preko vrvi,
o	Omogoča potapljaču, ki je  v pripravljenosti, da sledi vrvi in najde potapljača,
o	Zagotavlja usmeritev površinski kontrolni točki, da usmerja potapljača na povratku,
o	V pomoč potapljaču, da ohranja položaj pri toku,
o	V nujnih primerih se uporabi za dvig potapljača na površje,
o	V nekaterih primerih za dvig potapljača iz vode.
•	Vrv do sopotapljača: kratka vrv ali trak, ki povezuje dva potapljača v vodi in se uporablja za preprečitev ločitve v slabi vidljivosti in za komunikacijo preko vrvnih signalov.
•	Površinska označitvena boja, ki prikazuje položaj potapljačev ljudem na površju.
•	Zapoznitvena ali naknadno nameščena površinska označitvena boja, ki se napihne na začetku ali med dvigom na površje, da prikaže položaj potapljačev ekipi na površju in kot signal, da se potapljači dvigujejo.
•	Orodje za rezanje.
o	Nož za rezanje vrvi, mrež ter za raziskovanje in kopanje. Lahko se uporabi tudi kot osebno varovalo proti podvodnim plenilcem, če je potrebno. Vendar ta zadnja uporaba ni priporočljiva, saj je običajno neučinovita.
o	Potapljaški rezalnik vrvi ali mrež. To je majhno ročno orodje, ki ga nosijo SCUBA potapljači, da se rešijo, če se ujamejo v ribiške mreže ali vrvi. Ima majhno ostro rezilo, kot zamenjljiv skalpel znotraj majhnega utora. Na drugi strani je majhna luknja za pritrditev rezila na potapljača.
o	Medicinske škarje. Zelo učinkovite pri rezanju vrvi, ob nizkem tveganju za poškodbo ali škodo. Običajno se nosi v žepu ali posebnem namenskem etuiju.
•	Samodejne naprave za reševanje potapljača
o	Potapljaško varovalo – enota za napihovanje/spuščanje kompenzatorja plovnosti, ki nadzoruje dihanje. Če potapljač neha dihati, se aktivira alarm in če ga potapljač ne prekine, enota samodejno napihne kompenzator plovnosti, ki v odprti vodi običajno prinese potapljača na površje. To je nov proizvod, ki je bil predstavljen na DEMA 2012. Ko je zapisano na uradni spletni strani, je njihova interpretacija priporočil American Heart Association (Ameriška srčna organizaciija), da je treba potapljača ob zaznanju težav z dihanjem čim prej dvigniti na površje: bolj pomembno je zagotoviti nujno ventilacijo, kot pa z namenom postopnega dviga povzročiti daljše pomanjkanje kisika.
o
Divo – enota za napihovanje/spuščanje kompenzatorja plovnosti z mehanskim/pnevmatskim ventilom, ki se samodejno aktivira, če potapljač preneha dihati ali če tlak plina v jeklenki pade pod pet barov. Ta funkcija je odvisna od globine vode, dihanja potapljača in tlaka v jeklenki. Če potapljač ne vdihne 30 sekund ali če tlak plina v jeklenki pade pod pet barov, enota napihne kompenzator plovnosti, ki odprti vodi običajno prinese potapljača na površje.